# Педро Чірівелья
Педро Чірівелья (ісп. Pedro Chirivella, нар. 23 травня 1997, Валенсія) — іспанський футболіст, півзахисник грецького клубу «Панатінаїкос». Виступав також за клуб «Нант», з яким став володарем Кубка Франції. 

## Клубна кар'єра
Народився 23 травня 1997 року в місті Валенсія. Вихованець клубу «Валенсія», де він був капітаном клубу на різних молодіжних рівнях. У 2013 році він перебрався до академії англійського «Ліверпуля», а 7 липня 2014 року підписав із клубом свій перший професійний контракт.
17 вересня 2015 року дебютував в основній команді «Ліверпуля» в поєдинку групової стадії Ліги Європи проти французького «Бордо», вийшовши на заміну на 32-й хвилині замість травмованого Коло Туре. Після цього він зіграв за клуб у 3 іграх національного кубка, а 1 травня 2016 року дебютував за червоних і у Прем'єр-лізі в поєдинку проти «Суонсі Сіті», вийшовши у стартовому складі і був замінений на Лукаса Лейву після перерви.
Після цих п'яти матчів у дебютному сезоні він не зіграв жодної гри у наступному, тож 6 січня 2017 року був відданий в оренду на другу половину сезону 2016/17 нідерландському клубу «Гоу Егед Іглз», а наступний рік провів також в оренді у іншому нідерландському клубі «Віллем II». 
31 січня 2019 року Педро перейшов в оренду у іспанську «Естремадуру» з Сегунди, однак 13 лютого стало відомо, що він не зможе грати за першу команду до кінця сезону, оскільки його трансферні документи надійшли після закінчення трансферного вікна. В результаті Чірівелья повернувся до «Ліверпуля» на сезон 2019/20, граючи переважно за команду U23, зігравши 12 матчів у Прем'єр-лізі U23 і забивши один гол. За основну команду іспанець зіграв лише по три матчі у Кубку Англії та Кубку Ліги.
Вирішивши не продовжувати контракт з «Ліверпулем», 12 червня 2020 року іспанець на правах вільного агента підписав трирічний контракт з французьким «Нантом». Більшість часу, проведеного у складі «Нанта», був основним гравцем команди і 7 травня 2022 року він виграв свій перший трофей у кар'єрі, Кубок Франції, обігравши у фінальному матчі «Ніццу» з рахунком 1:0. У серпні 2023 року, після відходу Людовіка Бласа, Чірівелью було призначено новим капітаном «Нанта». Загалом іспанець відіграв за команду з Нанта п'ять сезонів своєї ігрової кар'єри, провівши 173 в усіх турнірах і забивши 
28 червня 2025 року Чірівелья підписав дворічний контракт з грецьким «Панатінаїкосом», який заплатив за гравця 2 мільйони євро. 

## Виступи за збірну
2012 року дебютував у складі юнацької збірної Іспанії (U-17) і загалом за три роки на юнацькому рівні взяв участь у 15 іграх, відзначившись 2 забитими голами.

## Статистика виступів

### Статистика клубних виступів
Станом на 17 травня 2025
| Сезон                 | Команда               | Чемпіонат             | Чемпіонат | Чемпіонат | Національний кубок | Національний кубок | Національний кубок | Континентальні кубки | Континентальні кубки | Континентальні кубки | Інші змагання | Інші змагання | Інші змагання | Усього | Усього | Усього |
| Сезон                 | Команда               | Ліга                  | Ігор      | Голів     | Ліга               | Ігор               | Голів              | Ліга                 | Ігор                 | Голів                | Ліга          | Ігор          | Голів         | Ігор   | Голів  |        |
| --------------------- | --------------------- | --------------------- | --------- | --------- | ------------------ | ------------------ | ------------------ | -------------------- | -------------------- | -------------------- | ------------- | ------------- | ------------- | ------ | ------ | ------ |
| 2015–16               | «Ліверпуль»           | ПЛ                    | 1         | 0         | КА+КЛ              | 3+0                | 0                  | ЛЄ                   | 1                    | 0                    | -             | -             | -             | 5      | 0      |        |
| 2016-січ. 2017        | «Ліверпуль»           | ПЛ                    | 0         | 0         | КА+КЛ              | 0                  | 0                  | -                    | -                    | -                    | -             | -             | -             | 0      | 0      |        |
| січ.-черв. 2017       | «Гоу Егед Іглз»       | E                     | 17        | 2         | КН                 | 0                  | 0                  | -                    | -                    | -                    | -             | -             | -             | 17     | 2      |        |
| 2017–18               | «Віллем II»           | E                     | 31        | 0         | КН                 | 4                  | 0                  | -                    | -                    | -                    | -             | -             | -             | 35     | 0      |        |
| 2018–19               | «Естремадура»         | СД                    | -         | -         | КІ                 | 0                  | 0                  | -                    | -                    | -                    | -             | -             | -             | 0      | 0      |        |
| 2019–20               | «Ліверпуль»           | ПЛ                    | 0         | 0         | КА+КЛ              | 3+3                | 0                  | ЛЧ                   | 0                    | 0                    | -             | -             | -             | 5      | 0      |        |
| Усього за «Ліверпуль» | Усього за «Ліверпуль» | Усього за «Ліверпуль» | 1         | 0         |                    | 9                  | 0                  |                      | 1                    | 0                    |               | 0             | 0             | 11     | 0      |        |
| 2020–21               | «Нант»                | Л1                    | 32+2      | 0         | КФ                 | 1                  | 0                  | -                    | -                    | -                    | -             | -             | -             | 35     | 0      |        |
| 2021–22               | «Нант»                | Л1                    | 31        | 3         | КФ                 | 5                  | 0                  | -                    | -                    | -                    | -             | -             | -             | 36     | 3      |        |
| 2022–23               | «Нант»                | Л1                    | 26        | 0         | КФ                 | 1                  | 0                  | ЛЄ                   | 8                    | 0                    | СФ            | 1             | 0             | 36     | 0      |        |
| 2023–24               | «Нант»                | Л1                    | 32        | 1         | КФ                 | 2                  | 0                  | -                    | -                    | -                    | -             | -             | -             | 34     | 1      |        |
| 2024–25               | «Нант»                | Л1                    | 30        | 0         | КФ                 | 2                  | 0                  | -                    | -                    | -                    | -             | -             | -             | 32     | 0      |        |
| Усього за «Нант»      | Усього за «Нант»      | Усього за «Нант»      | 153       | 4         |                    | 11                 | 0                  |                      | 8                    | 0                    |               | 1             | 0             | 173    | 4      |        |
| 2025–26               | «Панатінаїкос»        | СЛ                    | 0         | 0         | КГ                 | 0                  | 0                  | ЛЧ                   | 0                    | 0                    | -             | -             | -             | 0      | 0      |        |
| Усього за кар'єру     | Усього за кар'єру     | Усього за кар'єру     | 202       | 6         |                    | 24                 | 0                  |                      | 9                    | 0                    |               | 1             | 0             | 236    | 6      |        |

## Титули і досягнення
- Володар Кубка Франції (1):

«Нант»: 2021/22